# Championnats du monde juniors de natation 2008
Navigation
2006 2011
La 2e édition des championnats du monde de natation juniors s'est déroulée du 8 au 13 juillet 2008 à Monterrey (Mexique). Cette compétition est réservée aux nageuses nées entre 1991 et 1994 et aux nageurs nés entre 1990 et 1993. Avec 21 médailles, la délégation américaine remporte le plus de médailles tandis que l'Américaine Dagny Knutson est, avec cinq médailles d'or, la sportive la plus titrée du rendez-vous hommes et femmes confondus.

## Tableau des médailles
| Rang  | Pays             | Médaille d'or | Médaille d'argent | Médaille de bronze | Total |
| 1     | États-Unis       | 9             | 6                 | 6                  | 21    |
| 2     | Russie           | 7             | 2                 | 4                  | 13    |
| 3     | Nouvelle-Zélande | 5             | 0                 | 0                  | 5     |
| 4     | Australie        | 4             | 4                 | 2                  | 10    |
| 5     | Royaume-Uni      | 4             | 2                 | 2                  | 8     |
| 6     | Italie           | 3             | 5                 | 2                  | 10    |
| 7     | Japon            | 3             | 3                 | 6                  | 12    |
| 8     | Pologne          | 2             | 1                 | 3                  | 6     |
| 9     | Allemagne        | 1             | 7                 | 1                  | 9     |
| 10    | France           | 1             | 2                 | 2                  | 5     |
| 11    | Afrique du Sud   | 1             | 0                 | 0                  | 1     |
| 12    | Serbie           | 0             | 3                 | 1                  | 4     |
| 13    | Canada           | 0             | 2                 | 6                  | 8     |
| 14    | Biélorussie      | 0             | 1                 | 1                  | 2     |
| 14    | Brésil           | 0             | 1                 | 1                  | 2     |
| 16    | Grèce            | 0             | 1                 | 0                  | 1     |
| 17    | Venezuela        | 0             | 0                 | 2                  | 2     |
| 18    | Suède            | 0             | 0                 | 1                  | 1     |
| Total | Total            | 40            | 40                | 40                 | 120   |

## Résultats

### Femmes
| Épreuves                    | Or                                                                         | Or             | Argent                                                                | Argent         | Bronze                                                           | Bronze         |
| --------------------------- | -------------------------------------------------------------------------- | -------------- | --------------------------------------------------------------------- | -------------- | ---------------------------------------------------------------- | -------------- |
| Nage libre                  |                                                                            |                |                                                                       |                |                                                                  |                |
| 50 m                        | Élodie Schmitt                                                             | 25 s 88        | Hannah Riordan                                                        | 25 s 95        | Nathalie Lindborg                                                | 26 s 01        |
| 100 m                       | Samantha Tucker                                                            | 55 s 59        | Silke Lippok                                                          | 56 s 08        | Megan Romano                                                     | 56 s 32        |
| 200 m                       | Dagny Knutson                                                              | 1 min 59 s 78  | Samantha Tucker                                                       | 2 min 0 s 41   | Ellen Fullerton                                                  | 2 min 1 s 18   |
| 400 m                       | Elena Sokolova                                                             | 4 min 6 s 30   | Margaux Fabre                                                         | 4 min 12 s 44  | Katie Gardocki                                                   | 4 min 13 s 00  |
| 800 m                       | Elena Sokolova                                                             | 8 min 32 s 75  | Katie Gardocki                                                        | 8 min 37 s 08  | Andreina Pinto                                                   | 8 min 37 s 82  |
| 1 500 m                     | Elena Sokolova                                                             | 16 min 28 s 77 | Kalliópi Araoúzou                                                     | 16 min 33 s 68 | Andreina Pinto                                                   | 16 min 36 s 33 |
| Papillon                    |                                                                            |                |                                                                       |                |                                                                  |                |
| 50 m                        | Silvia Di Pietro                                                           | 26 s 77        | Mélanie Henique                                                       | 27 s 09        | Ellese Zalewski                                                  | 27 s 13        |
| 100 m                       | Natsuki Akiyama                                                            | 59 s 58        | Silvia Di Pietro                                                      | 59 s 60        | Yui Miyamoto                                                     | 1 min 0 s 05   |
| 200 m                       | Natsuki Akiyama                                                            | 2 min 8 s 10   | Nina Schiffer                                                         | 2 min 9 s 36   | Yui Miyamoto                                                     | 2 min 9 s 41   |
| Dos                         |                                                                            |                |                                                                       |                |                                                                  |                |
| 50 m                        | Grace Loh                                                                  | 28 s 83        | Etiene Medeiros                                                       | 29 s 44        | Elizabeth Pelton                                                 | 29 s 45        |
| 100 m                       | Grace Loh                                                                  | 1 min 2 s 02   | Elizabeth Pelton                                                      | 1 min 2 s 37   | Tess Simpson                                                     | 1 min 2 s 96   |
| 200 m                       | Zuzanna Mazurek                                                            | 2 min 12 s 56  | Elizabeth Pelton                                                      | 2 min 13 s 53  | Karolina Urbanska                                                | 2 min 13 s 83  |
| Brasse                      |                                                                            |                |                                                                       |                |                                                                  |                |
| 50 m                        | Anna Carlson                                                               | 31 s 81        | Laura Sogar                                                           | 31 s 94        | Amanda Reason                                                    | 32 s 02        |
| 100 m                       | Samantha Marshall                                                          | 1 min 8 s 72   | Mina Matsushima                                                       | 1 min 8 s 99   | Ekaterina Baklakova                                              | 1 min 9 s 06   |
| 200 m                       | Olga Detenyuk                                                              | 2 min 25 s 19  | Keiko Fukudome                                                        | 2 min 25 s 39  | Laura Sogar                                                      | 2 min 26 s 41  |
| 4 nages                     |                                                                            |                |                                                                       |                |                                                                  |                |
| 200 m                       | Dagny Knutson                                                              | 2 min 12 s 97  | Ellen Fullerton                                                       | 2 min 14 s 73  | Victoria Andreeva                                                | 2 min 16 s 21  |
| 400 m                       | Dagny Knutson                                                              | 4 min 43 s 49  | Ellen Fullerton                                                       | 4 min 45 s 17  | Barbara Jardin                                                   | 4 min 49 s 10  |
| Relais                      |                                                                            |                |                                                                       |                |                                                                  |                |
| Relais 4 × 100 m nage libre | États-Unis Dagny Knutson Megan Romano Elizabeth Pelton Samantha Tucker     | 3 min 43 s 54  | Allemagne Silke Lippok Franziska Jansen Lisa Vitting Sina Sutter      | 3 min 46 s 63  | Canada Hannah Riordan Hillary Bell Paige Schultz Alexandra Gabor | 3 min 47 s 30  |
| Relais 4 × 200 m nage libre | États-Unis Samantha Tucker Lily Moldenhauer Dagny Knutson Elizabeth Pelton | 8 min 4 s 49   | Royaume-Uni Sasha Matthews Rebecca Turner Lucy Worrall Lauren Collins | 8 min 6 s 52   | Canada Alexandra Gabor Barbara Jardin Hillary Bell Paige Schultz | 8 min 10 s 08  |
| Relais 4 × 100 m 4 nages    | États-Unis Elizabeth Pelton Laura Sogar Caroline McElhany Samantha Tucker  | 4 min 6 s 90   | Australie Grace Loh Samantha Marshall Ellese Zalewski Ellen Fullerton | 4 min 7 s 59   | Canada Tess Simpson Amanda Reason Kendra Chernoff Hannah Riordan | 4 min 7 s 76   |

### Hommes
| Épreuves                    | Or                                                                          | Or             | Argent                                                                     | Argent         | Bronze                                                                   | Bronze         |
| --------------------------- | --------------------------------------------------------------------------- | -------------- | -------------------------------------------------------------------------- | -------------- | ------------------------------------------------------------------------ | -------------- |
| Nage libre                  |                                                                             |                |                                                                            |                |                                                                          |                |
| 50 m                        | Orinoco Faamausili                                                          | 22 s 37        | Luca Dotto                                                                 | 22 s 63        | Luca Leonardi                                                            | 22 s 70        |
| 100 m                       | Luca Dotto                                                                  | 50 s 06        | Luca Leonardi                                                              | 50 s 11        | Oleg Tikhobaev                                                           | 50 s 33        |
| 200 m                       | Danila Izotov                                                               | 1 min 47 s 63  | Robert Bale                                                                | 1 min 49 s 44  | Lucien Hassdenteufel                                                     | 1 min 49 s 72  |
| 400 m                       | Danila Izotov                                                               | 3 min 51 s 81  | Alex Di Giorgio                                                            | 3 min 53 s 19  | Krzysztof Pielowski                                                      | 3 min 53 s 66  |
| 800 m                       | Heerden Herman                                                              | 8 min 1 s 77   | Krzysztof Pielowski                                                        | 8 min 2 s 02   | Raoul Shaw                                                               | 8 min 4 s 71   |
| 1 500 m                     | Krzysztof Pielowski                                                         | 15 min 25 s 01 | Artem Podyakov                                                             | 15 min 26 s 56 | Raoul Shaw                                                               | 15 min 31 s 07 |
| Papillon                    |                                                                             |                |                                                                            |                |                                                                          |                |
| 50 m                        | Daniel Bell                                                                 | 23 s 61        | Ivan Lendjer                                                               | 23 s 97        | Pavel Sankovich                                                          | 24 s 26        |
| 100 m                       | Daniel Bell                                                                 | 52 s 52        | Ivan Lendjer                                                               | 52 s 62        | Timothy Phillips                                                         | 52 s 87        |
| 200 m                       | Yuya Horihata                                                               | 1 min 59 s 03  | Federico Bussolin                                                          | 1 min 59 s 13  | Yosuke Mori                                                              | 1 min 59 s 32  |
| Dos                         |                                                                             |                |                                                                            |                |                                                                          |                |
| 50 m                        | Benjamin Treffers                                                           | 25 s 60        | Pavel Sankovich                                                            | 25 s 93        | Artem Dubovskoy                                                          | 26 s 17        |
| 100 m                       | Daniel Bell                                                                 | 55 s 32        | Benjamin Treffers                                                          | 55 s 77        | Chris Walker-Hebborn                                                     | 56 s 04        |
| 200 m                       | Kurt Basset                                                                 | 1 min 59 s 67  | Matthew Swanston                                                           | 2 min 0 s 53   | Radoslaw Kawecki                                                         | 2 min 0 s 72   |
| Brasse                      |                                                                             |                |                                                                            |                |                                                                          |                |
| 50 m                        | Daniel Sliwiniski                                                           | 28 s 37        | Caba Siladji                                                               | 28 s 38        | Andrea Toniato                                                           | 28 s 40        |
| 100 m                       | Daniel Sliwiniski                                                           | 1 min 2 s 19   | Marco Koch                                                                 | 1 min 2 s 56   | Caba Siladji                                                             | 1 min 2 s 57   |
| 200 m                       | Aleksey Zinovyev                                                            | 2 min 14 s 78  | Marco Koch                                                                 | 2 min 15 s 27  | Robert Holderness                                                        | 2 min 15 s 67  |
| 4 nages                     |                                                                             |                |                                                                            |                |                                                                          |                |
| 200 m                       | Dimitri Colupaev                                                            | 2 min 2 s 28   | James Surhoff                                                              | 2 min 2 s 51   | Yuya Horihata                                                            | 2 min 2 s 99   |
| 400 m                       | Andrew Gemmell                                                              | 4 min 21 s 58  | Jan-David Schepers                                                         | 4 min 22 s 10  | Keita Sameshima                                                          | 4 min 29 s 93  |
| Relais                      |                                                                             |                |                                                                            |                |                                                                          |                |
| Relais 4 × 100 m nage libre | Italie Luca Dotto Marco Orsi Fabio Gimondi Luca Leonardi                    | 3 min 19 s 09  | Russie Artem Lobuzov Vladimir Bryukhov Oleg Tikhobaev Danila Izotov        | 3 min 20 s 64  | Brésil Marcos Macedo João de Lucca Renner Lima Henrique Rodrigues        | 3 min 22 s 81  |
| Relais 4 × 200 m nage libre | Royaume-Uni Robert Bale Thomas Parris Ryan Bennett Chris Walker-Hebborn     | 7 min 20 s 18  | Allemagne Joel Ax Lucien Hassdenteufel Jan-David Schepers Dimitri Colupaev | 7 min 20 s 27  | Japon Kohei Masuda Yuta Takahashi Yuki Kobori Yuya Horihata              | 7 min 24 s 72  |
| Relais 4 × 100 m 4 nages    | Royaume-Uni Chris Walker-Hebborn Daniel Sliwiniski James Doolan Robert Bale | 3 min 41 s 69  | Japon Takashi Iyobe Takeski Yamada Shinri Shioura Kenta Ito                | 3 min 42 s 61  | États-Unis Timothy Johnson Eric Friedland Timothy Phillips Walter Rumans | 3 min 42 s 79  |